# Pastwiska (Cieszyn)
Pastwiska (früher auch Pastwisko, Pastwiska Dolne i Górne, deutsch Pastwisk, tschechisch Pastviska) ist ein Stadtteil von Cieszyn im Powiat Cieszyński der Woiwodschaft Schlesien in Polen.

## Geographie
Pastwiska liegt im Schlesischen Vorgebirge (Pogórze Śląskie), etwa drei Kilometer östlich des Stadtzentrums.
Vor der Eingemeindung hatte das Dorf eine Fläche von etwa 202 Hektar. Nachbarorte: Kalembice im Norden, Bobrek im Osten, Cieszyn (Liburnia) im Süden, Boguszowice im Westen.

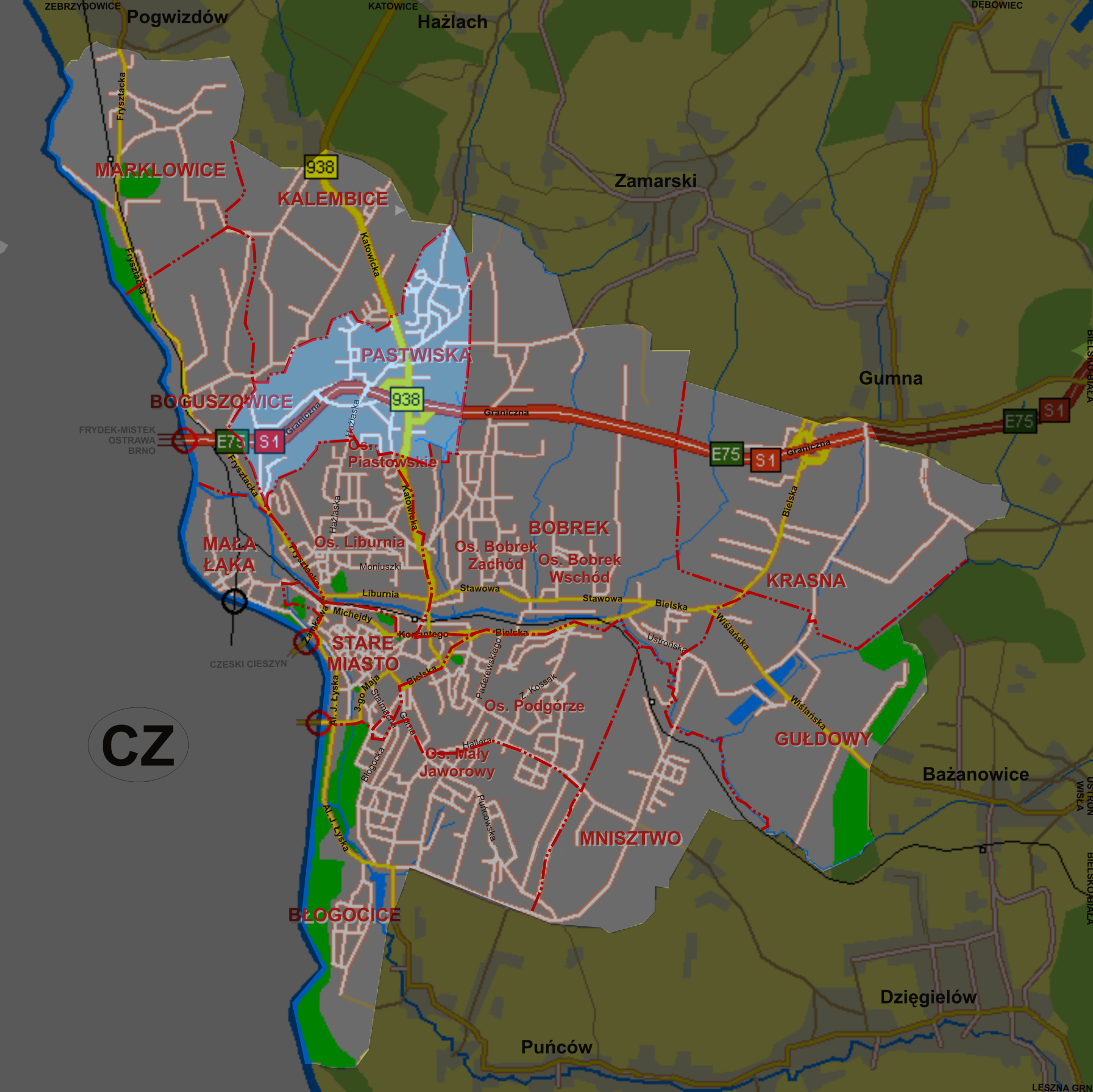
Lage von Pastwiska in Cieszyn

## Geschichte
Der Ort wurde im Jahre 1565 als das herzögliche Vorwerk Pastwysky erstmals urkundlich erwähnt. Der Name ist die polnische Bezeichnung für Weiden, die schon im Jahr 1496 in einer tschechischsprachigen Urkunde als k miestskym pastwiskom (…) az do kalembickey hranice erwähnt wurden.
Politisch gehörte das Dorf ursprünglich zum Herzogtum Teschen, die Lehnsherrschaft des Königreichs Böhmen in der Habsburgermonarchie.
Nach der Aufhebung der Patrimonialherrschaften bildete es ab 1850 eine Gemeinde in Österreichisch-Schlesien, Bezirk Teschen und Gerichtsbezirk Teschen. Im Jahre 1900 hatte Pastwiska (ohne Kalembice und Boguszowice) 60 Häuser mit 745 Einwohnern, davon waren 714 (95,8 %) polnischsprachig, 17 (2,3 %) deutschsprachig, 4 (0,5 %) tschechischsprachig, 560 (75,2 %) römisch-katholisch, 164 (22 %) evangelisch, 21 (2,8 %) israelitisch. 1910 gab es 92 Häuser mit 887 Einwohnern, davon waren 870 (98,1 %) polnischsprachig, 14 (1,6 %) deutschsprachig, 1 tschechischsprachig, 676 (76,2 %) römisch-katholisch, 203 (22,9 %) evangelisch, 8 (0,9 %) israelitisch.
1920, nach dem Zusammenbruch der k.u.k. Monarchie und dem Ende des Polnisch-Tschechoslowakischen Grenzkriegs, wurde Pastwiska ein Teil Polens. Unterbrochen wurde dies nur durch die Besetzung Polens durch die Wehrmacht im Zweiten Weltkrieg.
Pastwiska wurde 1973 mit Gułdowy als Stadtteil Cieszyns eingemeindet.

## Sehenswürdigkeiten

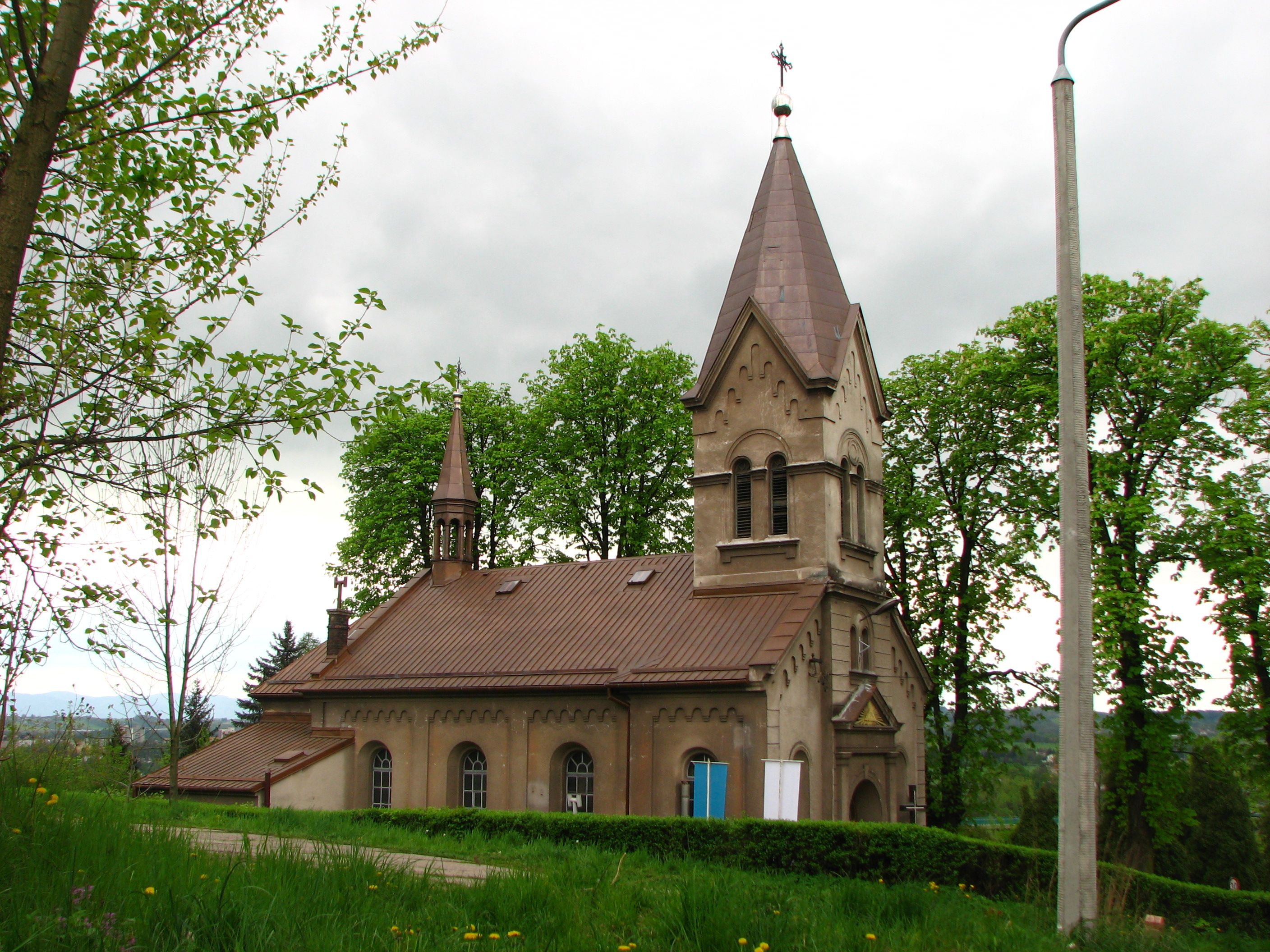
Kirche

- Römisch-katholische Kirche, gebaut 1906